# Петнадесета македонска ударна бригада
Петнадесета македонска (крушевска) ударна бригада е комунистическа партизанска единица във Вардарска Македония, участвала в така наречената Народоосвободителна войска на Македония.
Създадена е на 9 септември 1944 година в местността Гуменя град Крушево. Състои се от 400 души Крушевски народоосвободителен партизански отряд и 300 новопристигнали души от Крушево. В периода 11 – 17 септември бригадата заедно с други единици и части на българския прилепски гарнизон води битки с немските групи Гулман и Пабст и батальон от Четвърта СС полицейска дивизия. През втората половина на септември 1944 бригадата е разформирована и включена в рамките на Четиридесет и първа, Четиридесет и осма и Четиридесет и девета македонска дивизии на НОВЮ.

## Дейци
- Богоя Йоновски – командир
- Миле Филиповски, командир
- Петър Пепелюговски, политически комисар
- Войне Павловски – политически комисар